# Thalassodes microchloropis
Thalassodes microchloropis är en fjärilsart som beskrevs av Holloway 1979. Thalassodes microchloropis ingår i släktet Thalassodes och familjen mätare. Inga underarter finns listade i Catalogue of Life.